# Heddada
Haddada (em árabe: الحدادة) é uma comuna localizada na província de Souk Ahras, Argélia. De acordo com o censo de 2008, a população total da cidade era de 7 351 habitantes.